# NGC 1977
NGC 1977 est une nébuleuse par réflexion située dans la constellation d'Orion. Cette nébuleuse a été découverte par l'astronome germano-britannique William Herschel en 1786. Elle est excitée et illuminée par l'étoile de type B 42 Orionis.
Cette nébuleuse fait partie de la vaste région HII Sh2-279 (en) qui est à environ 1500 années-lumière du système solaire. Cette région est située à l'extrémité nord de l'astérisme connu sous le nom d'Épée d'Orion à 0,6° de la nébuleuse d'Orion. Cette région comprend les nébuleuses NGC 1973 et NGC 1975. NGC 1977 est la plus brillante des trois nébuleuses et est aussi appelée la nébuleuse de l'Homme qui court (Running Man Nebula, en anglais).
Elle fut surnommée ainsi par Jason Ware, membre de la Société astronomique du Texas. Son voisin d'en bas aurait regardé l'objet et déclaré qu'il ressemblait à un homme qui court. Jason aurait rapporté cette information a une rencontre du groupe astronomique. Par la suite, le nom s'est propagé et est désormais largement accepté.

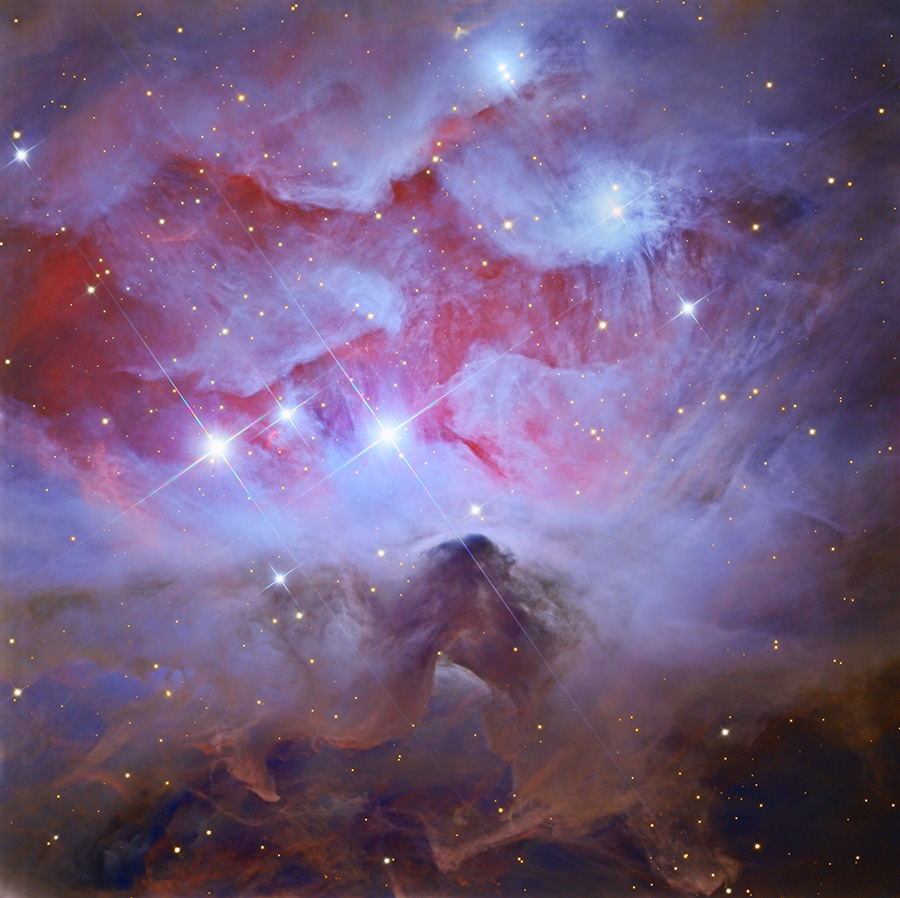
NGC 1977 par Adam Block (Mount Lemmon SkyCenter Schulman Telescope).

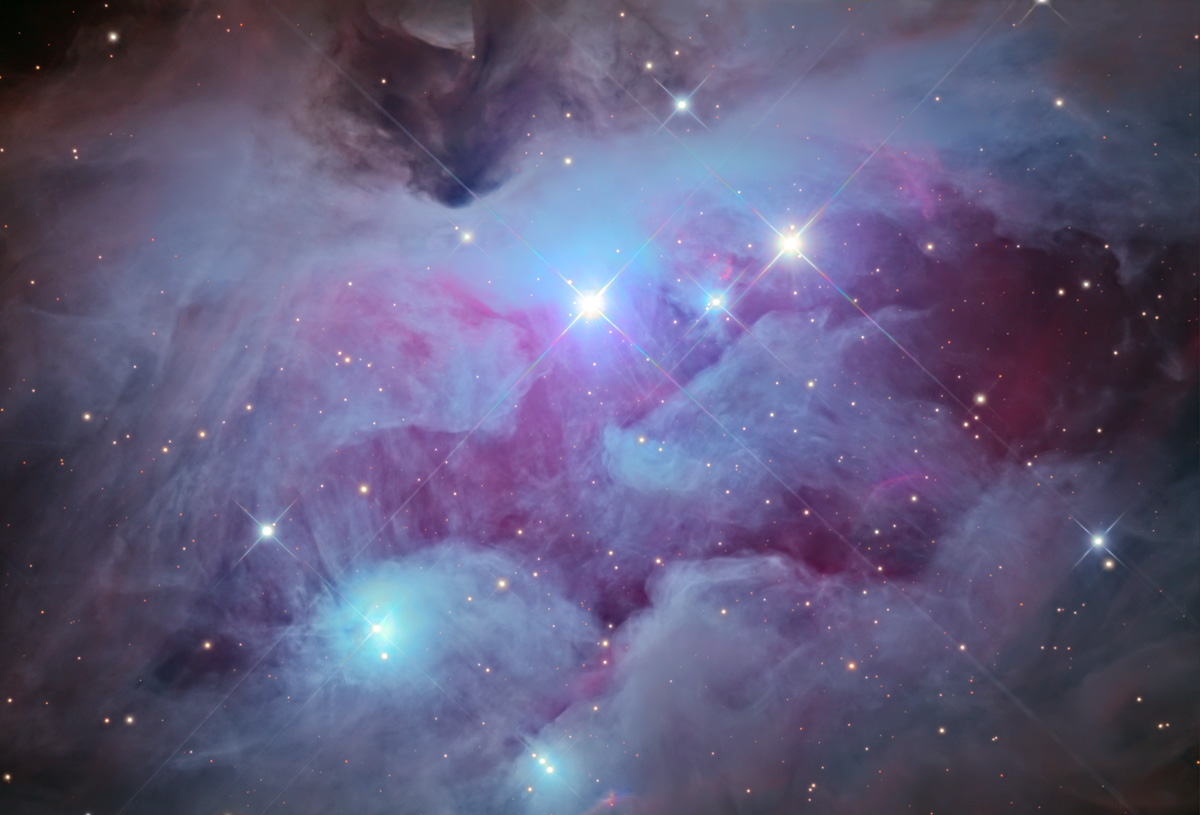
NGC 1977 prise par le Mount Lemmon Observatory. Le Nord est en bas, ce qui signifie qu'il faut regarder la photo à l'envers pour voir apparaître « l'homme qui court »